# Dictyographa cinerea
Dictyographa cinerea är en svampart som först beskrevs av C. Knight & Mitt., och fick sitt nu gällande namn av Johannes Müller Argoviensis. Dictyographa cinerea ingår i släktet Dictyographa och familjen Roccellaceae.   Inga underarter finns listade i Catalogue of Life.